# Herrarnas singel i rodel vid olympiska vinterspelen 2018
Herrarnas singel i rodel vid olympiska vinterspelen 2018 hölls på anläggningen Alpensia isbanecenter i närheten av Pyeongchang i Sydkorea mellan den 10 och 11 februari 2018.

## Resultat
Fyra åk genomfördes under två dagar.
| Placering | Nr | Namn                | Land                              | Åk 1     | Placering | Åk 2   | Placering | Åk 3   | Placering | Åk 4             | Placering        | Totalt   | Tid bakom |
| --------- | -- | ------------------- | --------------------------------- | -------- | --------- | ------ | --------- | ------ | --------- | ---------------- | ---------------- | -------- | --------- |
| 1         | 11 | David Gleirscher    | Österrike                         | 47,652   | 1         | 47,835 | 7         | 47,584 | 4         | 47,631           | 4                | 3.10,702 | —         |
| 2         | 13 | Chris Mazdzer       | USA                               | 47,800   | 5         | 47,717 | 2         | 47,534 | 1         | 47,677           | 7                | 3.10,728 | +0,026    |
| 3         | 3  | Johannes Ludwig     | Tyskland                          | 47,764   | 3         | 47,940 | 14        | 47,625 | 6         | 47,603           | 3                | 3.10,932 | +0,230    |
| 4         | 4  | Dominik Fischnaller | Italien                           | 47,930   | 10        | 47,967 | 16        | 47,562 | 3         | 47,475           | 1                | 3.10,934 | +0,232    |
| 5         | 5  | Felix Loch          | Tyskland                          | 47,674   | 2         | 47,625 | 1         | 47,560 | 2         | 48,109           | 19               | 3.10,968 | +0,266    |
| 6         | 19 | Samuel Edney        | Kanada                            | 47,862   | 9         | 47,755 | 4         | 47,759 | 10        | 47,645           | 6                | 3.11,021 | +0,319    |
| 7         | 14 | Kevin Fischnaller   | Italien                           | 47,853   | 8         | 47,793 | 5         | 47,596 | 5         | 47,812           | 8                | 3.11,054 | +0,352    |
| 8         | 6  | Roman Repilov       | Olympiska idrottare från Ryssland | 47,776   | 4         | 47,740 | 3         | 47,948 | 15        | 47,644           | 5                | 3.11,108 | +0,406    |
| 9         | 2  | Wolfgang Kindl      | Österrike                         | 47,955   | 11        | 47,858 | 9         | 47,799 | 12        | 47,521           | 2                | 3.11,133 | +0,431    |
| 10        | 10 | Andi Langenhan      | Tyskland                          | 48,083   | 18        | 47,850 | 8         | 47,630 | 7         | 47,870           | 13               | 3.11,433 | +0,731    |
| 11        | 8  | Kristers Aparjods   | Lettland                          | 47,822   | 6         | 47,834 | 6         | 47,858 | 13        | 47,942           | 17               | 3.11,456 | +0,754    |
| 12        | 24 | Reid Watts          | Kanada                            | 47,960   | 12        | 47,895 | 10        | 47,787 | 11        | 47,848           | 11               | 3.11,490 | +0,788    |
| 13        | 22 | Stepan Fjodorov     | Olympiska idrottare från Ryssland | 48,035   | 13        | 47,936 | 13        | 47,755 | 9         | 47,882           | 14               | 3.11,608 | +0,906    |
| 14        | 1  | Semjon Pavlitjenko  | Olympiska idrottare från Ryssland | 48,337   | 24        | 47,923 | 12        | 47,716 | 8         | 47,883           | 15               | 3.11,859 | +1,157    |
| 15        | 7  | Reinhard Egger      | Österrike                         | 48,221   | 20        | 47,903 | 11        | 47,963 | 17        | 47,840           | 10               | 3.11,927 | +1,225    |
| 16        | 25 | Mitchel Malyk       | Kanada                            | 48,075   | 17        | 48,050 | 18        | 47,952 | 16        | 47,869           | 12               | 3.11,946 | +1,244    |
| 17        | 20 | Emanuel Rieder      | Italien                           | 48,040   | 14        | 48,047 | 17        | 47,972 | 18        | 48,082           | 18               | 3.12,141 | +1,439    |
| 18        | 23 | Taylor Morris       | USA                               | 48,072   | 15        | 48,793 | 32        | 47,858 | 13        | 47,824           | 9                | 3.12,547 | +1,845    |
| 19        | 26 | Maciej Kurowski     | Polen                             | 48,103   | 19        | 48,467 | 24        | 48,158 | 22        | 47,885           | 16               | 3.12,613 | +1,911    |
| 20        | 17 | Inārs Kivlenieks    | Lettland                          | 48,274   | 21        | 48,370 | 22        | 48,066 | 20        | 48,112           | 20               | 3.12,822 | +2,120    |
| 21        | 16 | Ondřej Hyman        | Tjeckien                          | 48,324   | 23        | 48,276 | 20        | 48,313 | 25        | Gick inte vidare | Gick inte vidare | 2.24,913 | —         |
| 22        | 31 | Adam Rosen          | Storbritannien                    | 48,477   | 25        | 48,410 | 23        | 48,280 | 23        | Gick inte vidare | Gick inte vidare | 2.25,167 | —         |
| 23        | 35 | Anton Dukatj        | Ukraina                           | 48,888   | 27        | 48,307 | 21        | 48,303 | 24        | Gick inte vidare | Gick inte vidare | 2.25,498 | —         |
| 24        | 21 | Arturs Dārznieks    | Lettland                          | 48,305   | 22        | 48,671 | 29        | 48,602 | 28        | Gick inte vidare | Gick inte vidare | 2.25,578 | —         |
| 25        | 12 | Jozef Ninis         | Slovakien                         | 47,833   | 7         | 50,014 | 37        | 48,095 | 21        | Gick inte vidare | Gick inte vidare | 2.25,942 | —         |
| 26        | 9  | Tucker West         | USA                               | 48,484   | 26        | 47,942 | 15        | 49,593 | 37        | Gick inte vidare | Gick inte vidare | 2.26,019 | —         |
| 27        | 15 | Mateusz Sochowicz   | Polen                             | 49,047   | 29        | 48,203 | 19        | 48,930 | 31        | Gick inte vidare | Gick inte vidare | 2.26,180 | —         |
| 28        | 27 | Alexander Ferlazzo  | Australien                        | 48,073   | 16        | 48,587 | 27        | 49,351 | 36        | Gick inte vidare | Gick inte vidare | 2.26,191 | —         |
| 29        | 18 | Valentin Crețu      | Rumänien                          | 49,030   | 28        | 49,085 | 33        | 48,424 | 26        | Gick inte vidare | Gick inte vidare | 2.26,539 | —         |
| 30        | 29 | Lim Nam-kyu         | Sydkorea                          | 49,461   | 31        | 48,591 | 28        | 48,620 | 29        | Gick inte vidare | Gick inte vidare | 2.26,672 | —         |
| 31        | 39 | Andrei Turea        | Rumänien                          | 49,482   | 32        | 48,489 | 26        | 49,314 | 35        | Gick inte vidare | Gick inte vidare | 2.27,285 | —         |
| 32        | 36 | Giorgi Sogoiani     | Georgien                          | 49,300   | 30        | 49,151 | 34        | 49,008 | 33        | Gick inte vidare | Gick inte vidare | 2.27,459 | —         |
| 33        | 34 | Rupert Staudinger   | Storbritannien                    | 49,626   | 33        | 49,259 | 35        | 48,957 | 32        | Gick inte vidare | Gick inte vidare | 2.27,842 | —         |
| 34        | 37 | Shiva Keshavan      | Indien                            | 50,578   | 36        | 48,710 | 31        | 48,900 | 30        | Gick inte vidare | Gick inte vidare | 2.28,188 | —         |
| 35        | 33 | Jakub Šimoňák       | Slovakien                         | 51,724   | 38        | 48,690 | 30        | 48,522 | 27        | Gick inte vidare | Gick inte vidare | 2.28,936 | —         |
| 36        | 40 | Nikita Kopyrenko    | Kazakstan                         | 50,147   | 35        | 50,327 | 38        | 49,244 | 34        | Gick inte vidare | Gick inte vidare | 2.29,718 | —         |
| 37        | 28 | Pavel Angelov       | Bulgarien                         | 51,569   | 37        | 49,449 | 36        | 50,094 | 39        | Gick inte vidare | Gick inte vidare | 2.31,112 | —         |
| 38        | 38 | Lien Te-an          | Kinesiska Taipei                  | 52,121   | 39        | 51,472 | 39        | 50,545 | 40        | Gick inte vidare | Gick inte vidare | 2.34,138 | —         |
| 39        | 30 | Tilen Sirše         | Slovenien                         | 49,887   | 34        | 58,776 | 40        | 49,646 | 38        | Gick inte vidare | Gick inte vidare | 2.38,309 | —         |
| 40        | 32 | Andrij Mandzij      | Ukraina                           | 1.02,935 | 40        | 48,473 | 25        | 47,981 | 19        | Gick inte vidare | Gick inte vidare | 2.39,389 | —         |